# Valerià
|  | Per a altres significats, vegeu «Valerià (desambiguació)». |

Publi Licini Valerià (en llatí: Publius Licinius Valerianus) (200-260) fou emperador romà del 253 al 260. Va assumir el poder aclamat per l'exèrcit. El seu regnat es va caracteritzar per múltiples invasions: francs, gots i sassànides. Per haver sortit victoriós contra els sassànides es va guanyar el títol Restitutor orientis, però més endavant els perses van contraatacar i se'l van endur pres al seu país, on va passar la resta dels seus dies. Com els seus antecessors en el càrrec d'emperador va continuar amb la política de restitució de la religió tradicional romana, motiu pel qual van morir cristians.

## Orígens i carrera política
Segons informa l'historiador Sext Aureli Víctor, procedia d'una família de senadors, pertanyents a la gens Licínia. Es va casar amb Egnatia Mariniana, amb qui va tenir dos fills: Publi Licini Valerià Ignaci Gal·liè i Valerià el Jove.
Va passar per diversos càrrecs al servei de l'estat i el 237 fou cònsol. El mateix any va ser princep senatus. Gordià III el va negociar a través d'ell l'aprovació del senat per ser elevat a emperador. El 249 Deci el va nomenar censor quan va reviure aquesta magistratura, però ell va declinar acceptar, encara que és clar que era el seu home de confiança, ja que es va quedar a càrrec dels assumptes de govern a Roma mentre Deci va marxar a la fatídica campanya d'Il·líria. Amb l'emperador Trebonià Gal va ser nomenat dux bellorum d'un exèrcit probablement destinat a la guerra amb Pèrsia.

## Ascens al tron
Més tard fou enviat a reclutar soldats per reprimir la revolta de Marc Emilià i restablir l'obediència de les legions de Mèsia i Pannònia. Valerià va anar al Nòric i Rècia per aixecar aquest exèrcit, però els ràpids moviments de l'usurpador van obligar Trebonià Gal a anar personalment contra el rebel i els seus soldats es van passar al camp del rebel i van matar tant Gal com el seu fill Volusià a la vora de Terni (probablement el febrer del 253). Emilià va arribar a Roma on fou reconegut emperador pel senat romà després d'una petita oposició,
Emilià no gaudí gaire temps de l'imperi doncs va morir també a mans dels seus soldats el mes d'agost, quan van saber que les legions de Nòric i Rècia s'acostaven a Itàlia. En morir Emilià, Valerià fou reconegut com a emperador, quan era prop de Spoleto on estaven acampats els homes d'Emilià.Llavors les legions de Nòric i Rècia van proclamar emperador a Valerià. Reconegut pel senat romà, amb el qual sempre mantingué bones relacions, va associar al seu fill Publi Licini Galiè al tron.

## Política religiosa
Continuador de la política religiosa de Deci, promulgà dos edictes (el 257 i el 258) contra els cristians, que els obligaven a observar el culte estatal i els privaven de reunir-se en assemblees i de visitar els cementiris, els quals, juntament amb les altres propietats i béns, els foren confiscats. Durant el seu govern moriren màrtirs, entre d'altres, Sixt II, Llorenç de Roma, Cebrià de Cartago i Fructuós de Tarragona. Concretament, en el primer edicte obligava als sacerdots cristians a realitzar sacrificis als déus romans o exiliar-se. En el segon, ordenava que els líders cristians fossin executats, els senadors i cavallers romans que fossin cristians haurien de fer actes públics de culte als déus tradicionals o se'ls expropiaria les propietats i els títols i si insistien a negar-se quedaven sentenciats a mort, pel que fa a les dones si eren de família patrícia i no feien apostasia perdrien les seves propietats i s'haurien d'exiliar, mentre que els membres de la classe treballadora amb aquesta actitud passarien a ser esclaus.

## Atacs invasors
Llavors els francs assolaven la Gàl·lia i arribaven fins a Hispània i els alamans feien incursions freqüents a les províncies de l'alt Danubi i arribaven fins a Itàlia; els gots amb vaixells saquejaven Àsia Menor i Grècia.A començaments del 254 els gots van espoliar Tessalònica i la por era tan gran que a Atenes es van afanyar a reconstruir les muralles, cosa que també van fer en altres ciutats del Peloponès. L'any següent es van apoderar de moltes embarcacions estacionades al Bòsfor Cimmeri i amb elles van atacar territori romà començant per la península de Crimea.
Els perses es reforçaven després de l'enderrocament de la dinastia arsàcida i l'establiment de l'Imperi Sassànida, i Síria esdevenia pràcticament autònoma. Els sassànides van ocupar Armènia (entre 238 i 252) i van assolar Mesopotàmia. El 252 apareix ja al tron d'Armènia, Artavasdes VII d'Armènia fill del rei persa Sapor I.
Els perses van travessar l'Eufrates i van caure sobre Síria arribant fins a Antioquia que fou assaltada. Valerià va agafar personalment el comandament i va anar a Orient, va recuperar Antioquia, va eliminar l'usurpador Ciriades i va obligar Sapor a retirar-se a l'altre costat de l'Eufrates. Fou anomenat Restitutor orientis a causa dels seus triomfs.
El 259, Valerià es va desplaçar cap a Edessa, però un brot de la pesta (probablement l'anomenada plaga de Ciprià) va matar un gran nombre de legionaris, fet que el va deixar en una situació crítica. Els perses van aprofitar per atacar, els van envoltar amb la cavalleria persa i fou fet presoner en la batalla d'Edessa (260); va viure la resta de la seva vida com a presoner. Segons Lactanci, Sapor va humiliar a Valerià, fent-lo servir com a esglaó per muntar al cavall. Segons el relat de Sext Aureli Víctor el van ficar en una gàbia i el rei persa l'humiliava només per plaer, a la seva mort van omplir el seu cos amb fems i palla i el van ficar dins d'un temple com a trofeu de la submissió de Roma. Segons altres versions escrites per perses, contra el que se suposava, sembla que fou ben tractat pel rei sassànida.